# Norra hamnen, Helsingborg

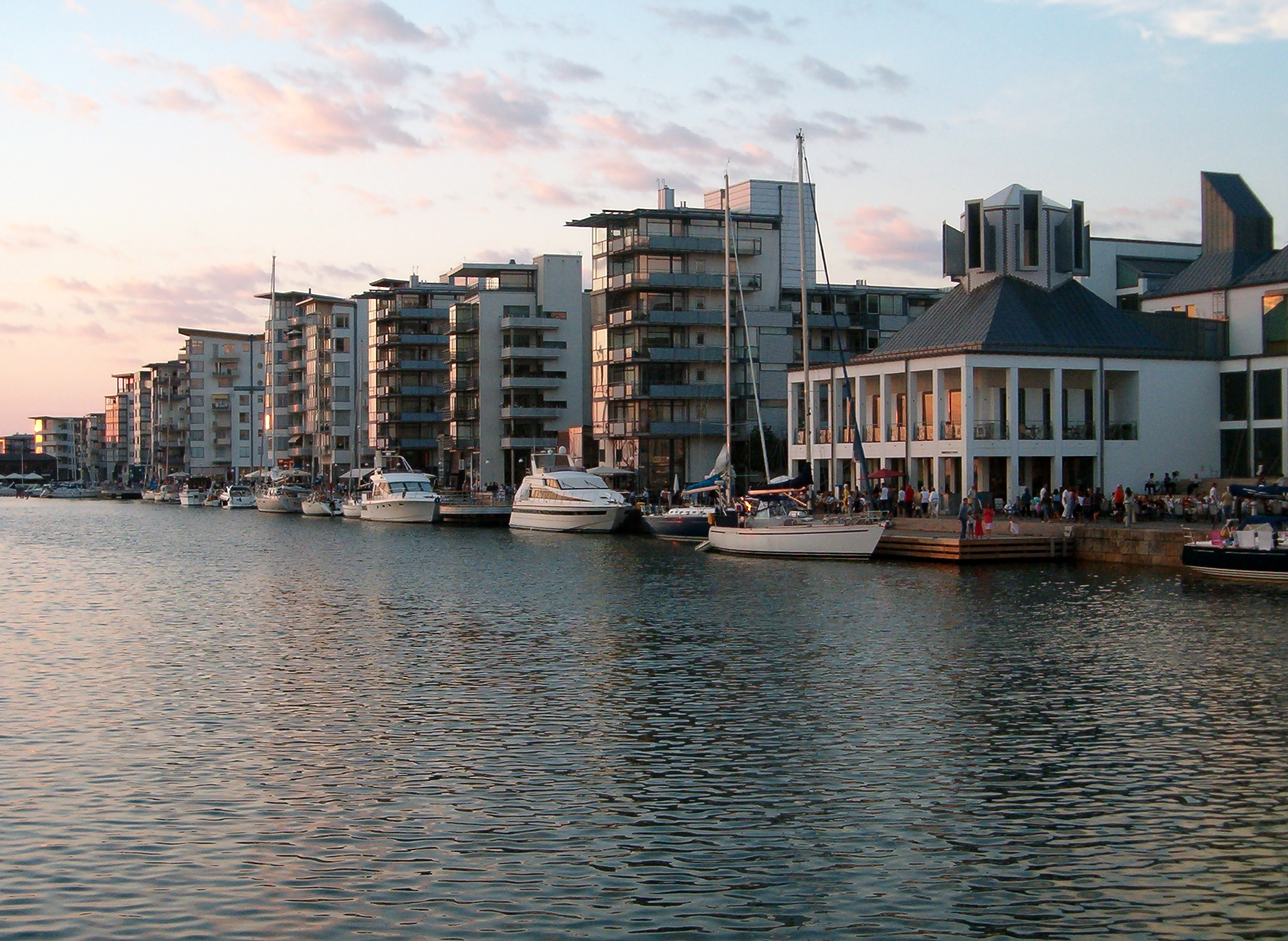
Norra hamnen i solnedgång.

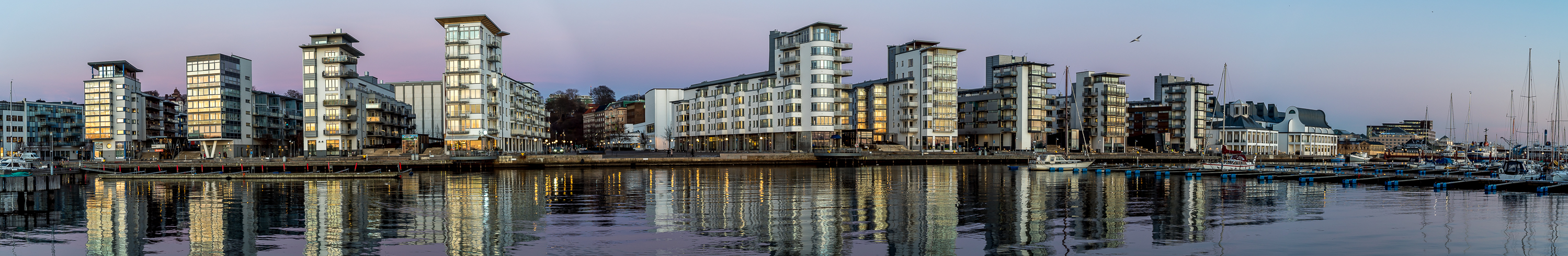
Panoramavy från vattensidan.

Norra hamnen är en hamn och ett bostadsområde i Helsingborg, beläget strax väster om stadens centrum. Hamnen ritades av ingenjören Johan Dunker och invigdes 1891 av kung Oscar II. Från början var hamnen en godshamn och området dominerades av järnvägsspår, stora spannmålssilos och magasin. När järnvägen grävdes ner norrut i slutet av 1980-talet frilades stora ytor för bebyggelse och man byggde om hamnen till ett bostadsområde med tillhörande småbåtshamn. Byggnaderna utfördes i nyfunkis och stod klara lagom till bostadsutställningen H99, 1999.

## Utformning

### Hamnen

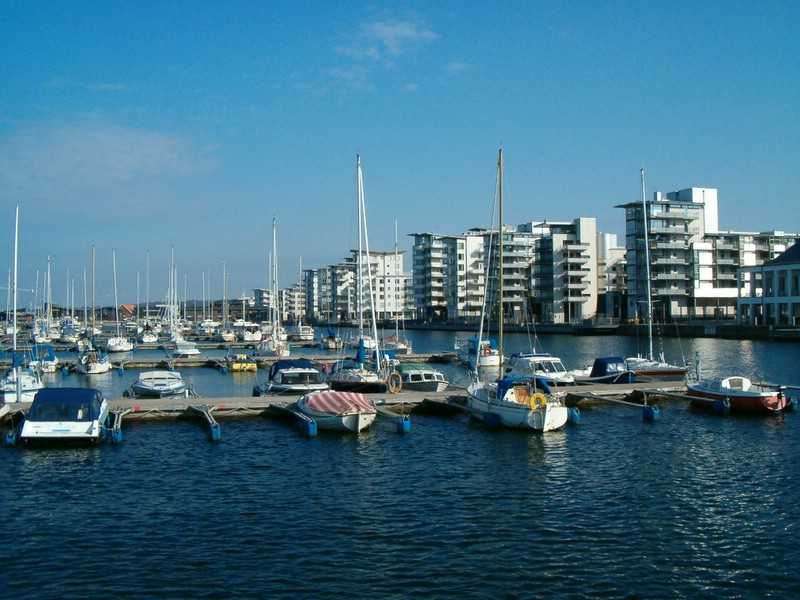
Småbåtshamnen.

Norra hamnens område sträcker sig från Inre hamnen och piren Parapetens sydspets i söder till Tågagatans förlängning vid Gröningen. Själva hamnbassängen är 600 meter lång och är indelad i två separata hamnar genom Kvickbron, som löper från hamnens ena kaj i öster över till Parapeten i väster. Den del av hamnbassängen som efter uppförandet av Kvickbron kallas Norra hamnen utgörs till största delen av en småbåtshamn, driven av Helsingborgs Yacht Club. Från Parapeten skjuter sex bryggor ut i hamnen, bestående av båtplatser för klubbens medlemmar. Den östra kajkanten, som ligger mot bostadsområdet, består av ett antal trädäck, ett lite lägre vid Dunkers kulturhus och två av liknande utformning, något nedsänkta från kajen, uppbrutna vid Henry Dunkers plats. Dessa nås genom utsiktspunkter i höjd med kajen norr och i söder. Bryggorna hyrs ut för mer kortvariga vistelser. Totalt har marinan över 100 gästplatser. I hamnens nordligaste delar ligger båtplatser för ett antal fiskebåtar, men härifrån avgår också båtturer för fiske i Öresund. Här bedrivs även båtförsäljning och båtuthyrning. Hamninloppet är beläget i en öppning i Parapetens norra del, som tillkom i och med omvandlingen till marina.
Cityhamnen heter den allra sydligaste delen av Norra hamnen, söder om Kvickbron. Vid Parapeten ligger här kajplatser för Kustbevakningens fartyg, Sjöfartsverkets lotsbåtar och bogserbåtar från Helsingborg Bogser AB. Den östra sidan kallas Helsingörskajen och är omgjord till att hysa mindre kryssningsfartyg, eller fungera som officiell gästhamn.

### Bebyggelse

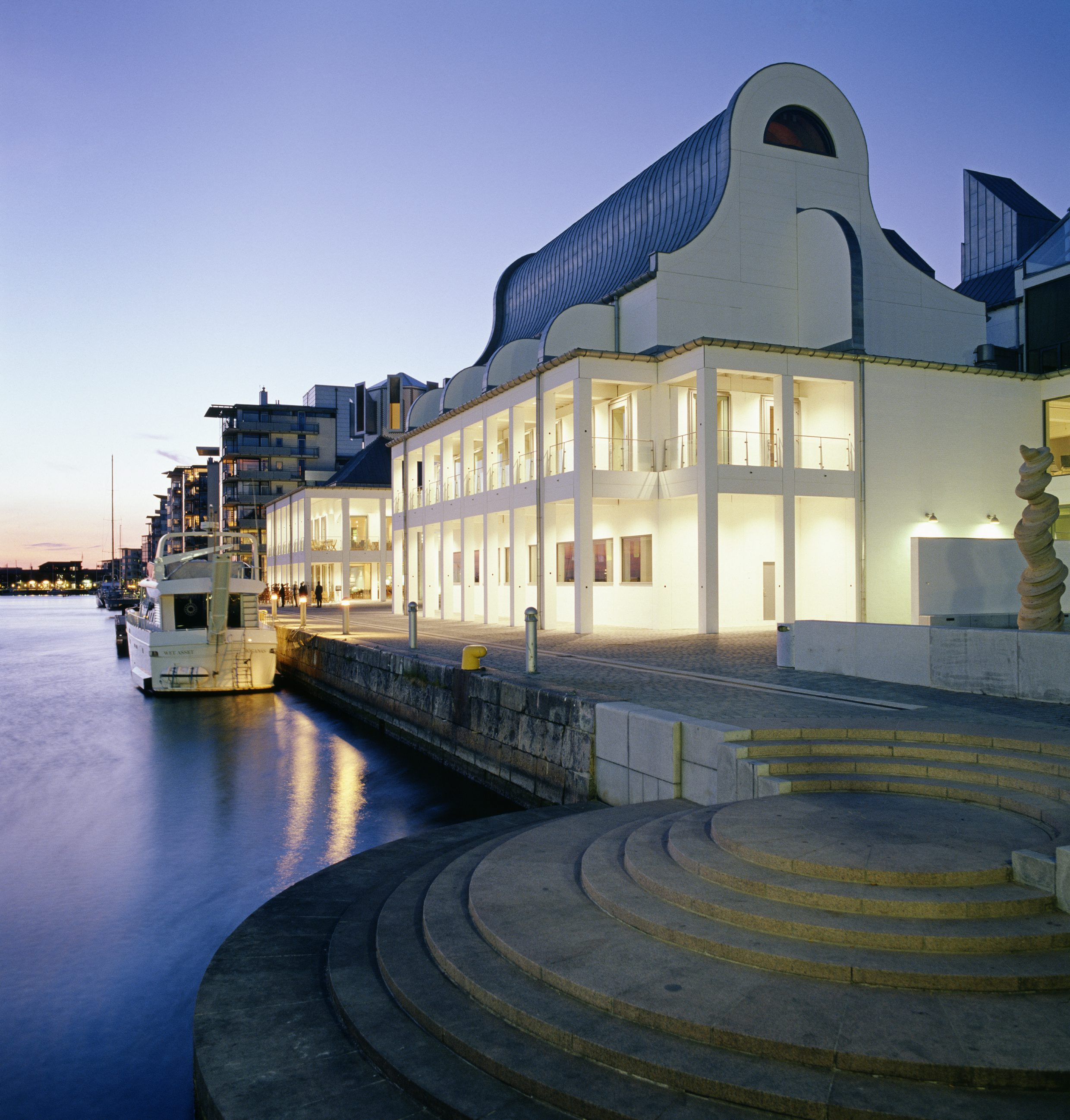
Dunkers kulturhus.

Området domineras stort av den bostadsbebyggelse som tillkom vid omvandlingen av hamnområdet i slutet av 1990-talet, samt av Dunkers kulturhus söder om denna. Bostadsområdet består av 13 smala lamellhus, placerade i svag vinkel till varandra för att öka utsiktsmöjligheterna mot Öresund. Bostadshusen är till största delen utförda i liknande grundutseende, men har stora individuella skillnader. Nio av byggnaderna är utformade med en lägre del på fem våningar och en högre del ut mot hamnen i som högst åtta våningar. De fyra resterande bostadshusen i norr har ingen upphöjd del och är på tre till fyra våningar. Byggnaderna är generellt sett utförda i nyfunkis, med vitputsade fasader och tak med mycket svag lutning. Det är i fasadernas utformning som de individuella skillnaderna kan ses. Dessa varierar mellan olika utformningar av balkonger och till viss del val av ytterligare material i fasaden, som träfasader eller metallfasader. Några av husen har också nästan curtain wall-liknande uppglasade fasader. I kvarteren mellan byggnaderna finns en upphöjning, under vilken ett parkeringsgarage ryms. Upphöjningen ger också innergårdarna en mer avskiljd karaktär och utnyttjas arkitektoniskt genom trappor med gradänger eller exempelvis vattenfall ut mot hamnen. Genom bostadsområdet sträcker sig Henry Dunkers plats och delar upp bebyggelsen mellan fem sydligare byggnader och åtta nordligare.
Norr om hamnbassängen, vid norra delen av bostadsområdets västra sida, finns en samling magasinbyggnader, som flyttats till denna del efter omvandlingen av området. Tillsammans med det på platsen befintliga båthuset från Helsingborgs roddklubb skapar dessa byggnader en enhetlig, låg bebyggelse i denna del. De magasin som flyttades var Fors magasin från 1928, nu beläget längst i öster, och Richters magasin i väster. Båda dessa hade ursprungligen plåtfasader, i Fors magasins fall korrugerad plåt, vilken togs bort och ersattes av träpanel. Senare har bebyggelsen i denna del kompletterats av nyare byggnader i liknande stil.
Strax söder om bostadsområdet uppfördes år 2002 Dunkers kulturhus på en tomt som under omvandlingen reserverats åt en ny museibyggnad. Museet utökades successivt till att slutligen bli ett helt kulturhus med även konsthall, teater och konsertsal. Med Dunkers kulturhus var bebyggelsen komplett ner till Kvickbron och Brogatan. Söder om denna del ligger Ångfärjestationen och Hamntorget. Mellan Dunkers kulturhus och Ångfärjestationen breder ett stort obebyggt område ut sig, som tidigare bestod av bangård och uppmarschområde till färjetrafiken, men som numera utnyttjas som parkering. Området har sedermera fått kvartersnamnet Ångfärjan och planer finns på att exploatera ytan för bebyggelse av ett nytt kongresscenter. Med detta skulle hela östra kajområdet vara fullt utbyggt.

## Historia
Vid 1800-talets mitt utgjorde området där Norra hamnen nu ligger en del av Öresund, då kustlinjen låg en bit längre österut. Genom Helsingborgs expansion vid 1800-talets andra hälft växte dock staden ut i sundet genom utfyllnader. Tillkomsten av Drottninggatan på 1870-talet ryckte kustlinjen allt närmre området genom de kvarter som anlades på gatans västra sida. Den växande industrin i staden krävde allt bättre kommunikationer i form av bland annat hamnanläggningar, vilket år 1868 hade lett till en ombyggnad av Inre hamnen, som redan elva år senare kompletterades med Södra hamnen, uppförd genom utfyllnader söder om den gamla hamnen. År 1881 stod Skåne-Hallands järnväg norrut från staden klar, vars spår hade dragits väster om kvarteren vid Drottninggatan.

### Tillkomst och tidig verksamhet

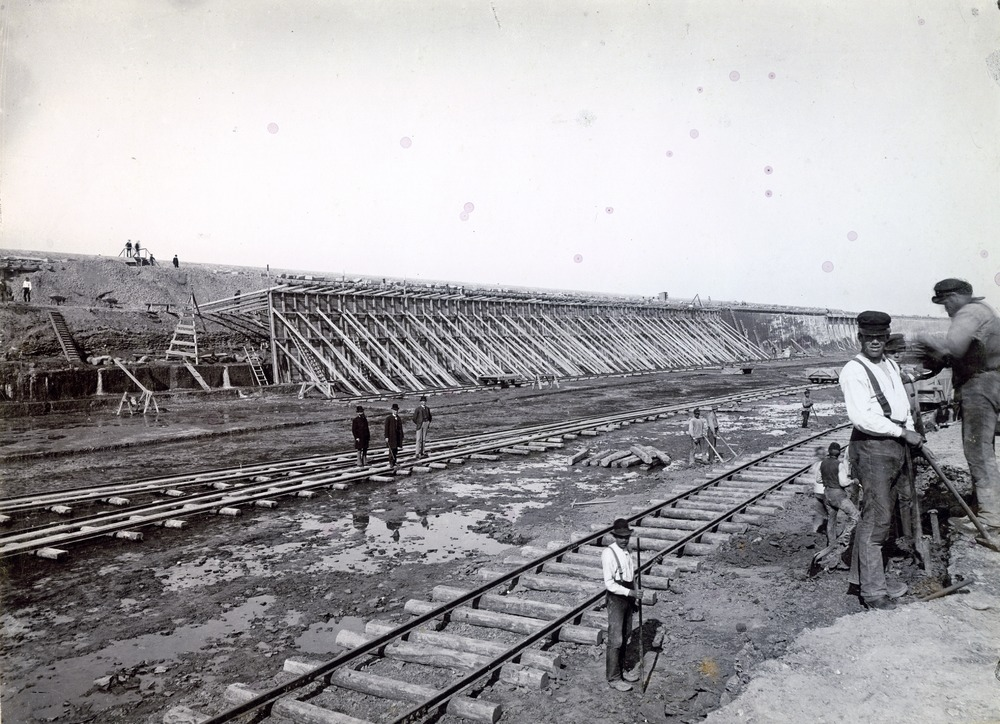
Norra Hamnen under uppförande 1890.

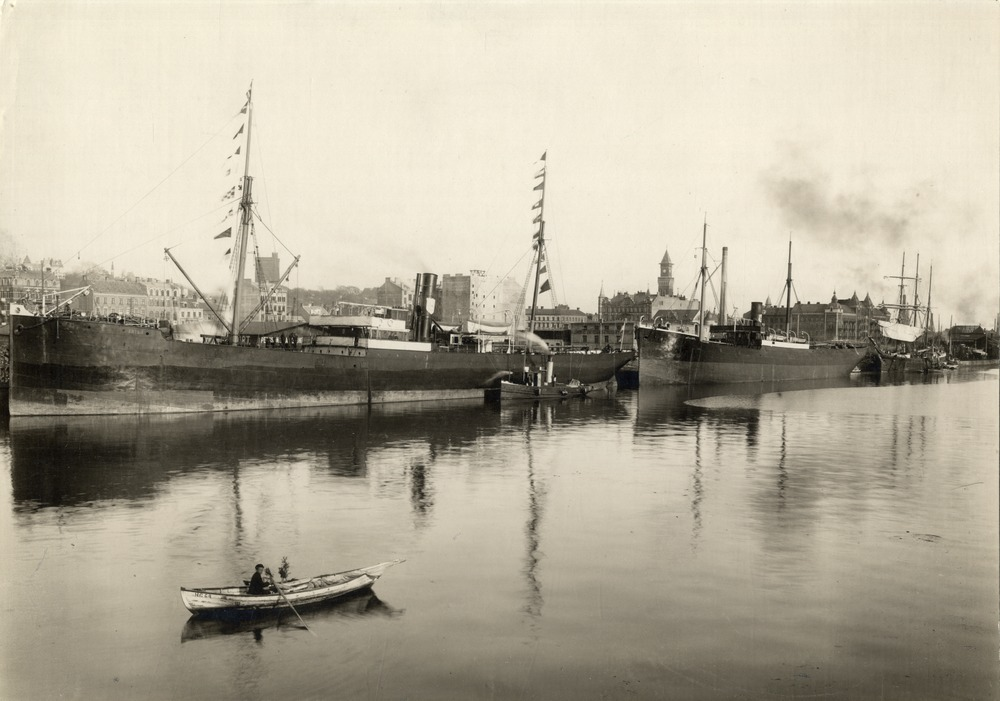
Fartyg förtöjda vid Norra Hamnen strax efter sekelskiftet 1900.

Stadsfullmäktige beslutade år 1884 att hela området från den så kallade "Trekanten", en udde som sköt ut i sundet i stadens norra del, ner till Inre hamnen skulle omvandlas till hamn i anknytning till järnvägen. Som projektledare utsågs hamningenjör Johan Dunker. Redan samma år lades en vågbrytare av stenkistor ut i sundet, 250 meter från strandkanten. Det tilltänkta hamnområdet indämnades och tömdes på vatten, varefter hamnbassängen började grävas ut. Dess djup blev sju meter och den havsbotten som schaktades bort användes som utfyllnad för kajområdet väster om järnvägen, samt för hamnpiren. Vid bygget av kajen och piren kom betong att för första gången användas i stor skala i Sverige. På hamnpiren uppfördes en parapet längs hela dess längd, vilket gjorde att piren så småningom kom att benämnas "Parapeten". Den 2 september 1891 invigdes den nya hamnen av kung Oscar II, trots att dess slutliga färdigställande varade till året efter genom att tågfärjeläget i kajens södra del stod klar. Hamnbassängen mätte 600 meter i längd och 30 meter i bredd. År 1899 kompletterades området med en uppställningsbangård från Trekanten och norrut. Genom alla dessa utbyggnader hade dock övriga staden effektivt skärmats av från Öresund.
Snart tillkom byggnader runt den nya hamnen. Redan under byggnadstiden hade Helsingborgs fyr och lotshus tillkommit i pirarmens södra del och strax norr om detta invigdes år 1890 restaurangen och dansstället Hamnpaviljongen. För att folk snabbare skulle nå Hamnpaviljongen trafikerade den lilla ångfärjan Kvick sträckan mellan södra Parapeten och kajen. År 1899 stod Ångfärjestationen klar, vilken fungerade som både färjeläge och järnvägsstation för norrgående tåg. Från hamnen skeppades vid denna tid mestadels spannmål, foder och gödning och för förvaring av varorna uppfördes ett flertal magasinbyggnader. Dessa var till en början låga, ofta uppförd i trä eller plåt, vilket tillsammans med Ångfärjestationen gav en sammanhängande struktur längs hamnen, som kontrasterade den framväxande stenstaden inåt land. På motsatt sida hamnen var Parapeten bred nog för att användas som kolupplag och ett stickspår ledde ut på piren. Den omfattande verksamheten gjorde Norra hamnen till Helsingborgs viktigaste hamn och en av de mest betydelsefulla hamnarna i Sverige.

### Vidare utveckling
På 1930-talet började allt fler övergå från koleldning till eldning av olja och för detta föremål uppfördes en ny hamn, Oceanhamnen, vid Södra hamnen. De stora kolupplagen vid Norra hamnen kom därför att upphöra. Vid samma tid började de äldre magasinbyggnaderna ersättas av nya och högre i funktionalistisk stil. År 1933 ritade arkitekt Mogens Mogensen en högrest silo åt Skånska lantmännens centralförening. Denna kom att bli den enda silon med långsidan mot hamnen då efterföljande silobyggnader på förslag av stadsarkitekt Arvid Fuhre placerades med kortsidorna mot hamnen för att ta vara på västersolen. På 1930-talet uppfördes även en ny och större tullkammare väster om Sundstorget, även denna ritad av Mortensen. Under andra världskriget var hamnen avspärrad och användes istället för landets beredskap med delar som fungerade som krigsupplag.
Efter kriget kom en av de största begivenheterna att bli den stora arkitektur- och konstindustriutställningen H55 från 1955, som sträckte sig från Gröningen i hamnens norra del över till Parapeten. Utställningen bestod dock till största delen av tillfälliga paviljonger och uppvisningsvillor, som revs eller flyttades sedan H55 stängt. Den enda permanenta byggnaden blev Restaurang Parapeten, som uppförts som en ersättning för Hamnpaviljongen, vilken varit tvungen att rivas på grund av förslitning efter kriget. På 1960-talet började den äldre formen av lastning- och lossningssystem med styckgodshantering ersättas av containertrafik, vilket ledde till att en modern containerterminal uppfördes vid Sydhamnen, färdigställd 1969. Norra hamnen kom därför att allt mer förlora sin roll som godshamn och Helsingborgs stad började under 1970- och 80-talen att köpa upp byggnaderna vid hamnen. Foder- och spannmålsverksamheten flyttades till en stor siloanläggning vid Sydhamnen.

### De första ombyggnadsplanerna
Ett hundra år efter att fullmäktige beslutade om byggnationen av Norra hamnen ingick Helsingborgs kommun ett bangårdsavtal med Statens Järnvägar (SJ), som möjliggjorde en nedgrävning av det norrgående spåret från Helsingborgs central. Den norra bangården i Helsingborg skulle i och med detta läggas ner och all färje- och spårtrafik koncentreras till en ny, stor terminal, som kom att bli nuvarande Helsingborgs centralstation. Detta öppnade upp stora ytor för exploatering och redan i januari 1984 föreslogs ny bebyggelse i området. I förslaget skulle hamnen göras om till småbåtshamn och bangården norr om Tågagatan skulle bli rekreationsområde. I februari beslutade kommunfullmäktige att bostadsområdet till 40 procent skulle exploateras av Helsingborgshem och resterande del delas lika på HSB och Riksbyggen. År 1985 hölls en första arkitekttävling för området, i vilken tre vinnarförslag utsågs, som alla skulle ligga till grund för det nya området. Stadsbyggnadskontoret utarbetade sedan ett förslag baserat på de tre vinnarförslagen, som dock mötte stor kritik, vilket ledde till ett radikalt omarbetat förslag. Detta förslag klubbades slutligen i fullmäktige år 1989.
Efter beslutet började de tre byggherrarna utarbeta förslag för bostadsområdena, som man presenterade 1990. Detta bestod bland annat av två till tre punkthus på 11 till 12 våningar, alternativt så mycket som 18 våningar, vid hamnens norra del. Förslaget rönte stor kritik, särskilt från den borgerliga oppositionen, och blev en valfråga vid kommunalvalet 1991. Folkpartiet gick på val med parollen "Rädda Norra hamnen" och nådde stora framgångar. Valet resulterade i en knapp vinst för de borgerliga och därigenom skrotades det existerande förslaget. Istället tillsattes en kommitté bestående av representanter från samtliga partier i fullmäktige för att utarbeta ett nytt förslag. Den 26 oktober 1993 antogs ett nytt planprogram av fullmäktige, som angav ett antal riktlinjer för områdets karaktär. Bland annat krävdes att det nya bostadsområdet skulle bli en integrerad del av staden, att bebyggelsen skulle underordna sig den existerande stenstaden, att befintliga siktlinjer mot sundet skulle bevaras och att ett nord-sydligt stråk skulle upprättas mellan Kungsgatan och kajpromenaden.

### Omvandlingen
Stadsbyggnadskontoret valde att inte utlysa en ny arkitekttävling, utan antog i stället arbetsformen med parallella uppdrag, där de tre byggherrarna skulle arbeta med vardera tre arkitektkontor. Totalt anlitades därför nio arkitektkontor, bestående av bland annat White arkitekter, Arkitekturkompaniet, Tegnestuen Vandkunsten, 3xNielsen och Greger Dahlström Arkitekter. Dessa fick 1994 som första uppdrag att utforma var sitt förslag till ett övergripande program. Bland dessa förslag ansågs Arkitekturkompaniets och Vandkunstens förslag vara de enda förslagen som inte hade tagit ett för stort uttryck av planprogrammet, utan hade nått fram till en självständig analys. Vandkunstens förslag ansågs sedan som det mest utvecklingsbara av de två med en klarhet i sitt huvudgrepp. Förslaget gick ut på att det nya bostadsområdet skiljdes från staden av en stenlagd park, Kungsparken, utlagd längs Kungsgatans västra sida. Själva bebyggelsen utgjordes av lamellhus i öst-västlig riktning, placerade i svaga vinklar mot varann. Mot hamnen skulle husen bestå av en högre, tornliknande del, medan de in mot staden underordnade sig den övriga bebyggelsens höjd. Efter vissa invändningar från stadsbyggnadskontoret och bearbetningar av planen kunde de olika arkitektkontoren påbörja sitt planarbete.
I samtal med stadsbyggnadskontoret hade Vandkunsten uttryckt önskemål om att få utforma alla hus i bostadsområdet, men blev avvisade, då kontoret ville ha en så stor variation som möjligt på husen. Istället beslutades att arkitektkontoren skulle projektera ett hus var. Byggandet av det nya bostadsområdet påbörjades 1997 som ett led i en omfattande omvandling av hamnen. Redan 1996 hade kajen förbundits med Parapeten genom den nya Kvickbron, döpt efter den gamla färjan. Hamnen norr om bron omvandlades till småbåtshamn med inlopp genom en öppning i pirarmen i norr. Två äldre magasinbyggnader, Fors magasin och Richters magasin, hade flyttats till kvarteret Magasinet norr om hamnbassängen innan bygget av bostadsområdet påbörjades. År 1999 var bygget klart och i samband med detta hölls bostadsmässan H99, som bland annat visade upp bostäder i de nya husen. År 2002 tillkom Dunkers kulturhus på platsen för den tidigare tullkammaren och samma år stod Helsingörskajen klar i hamnens södra del, efter att de gamla tågfärjelägena hade rivits.

## Media

### Bildgalleri

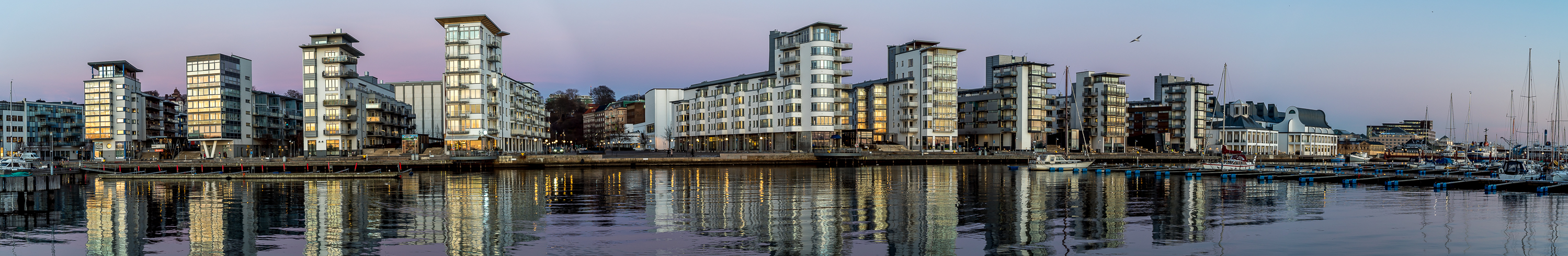
Panoramavy från vattensidan.
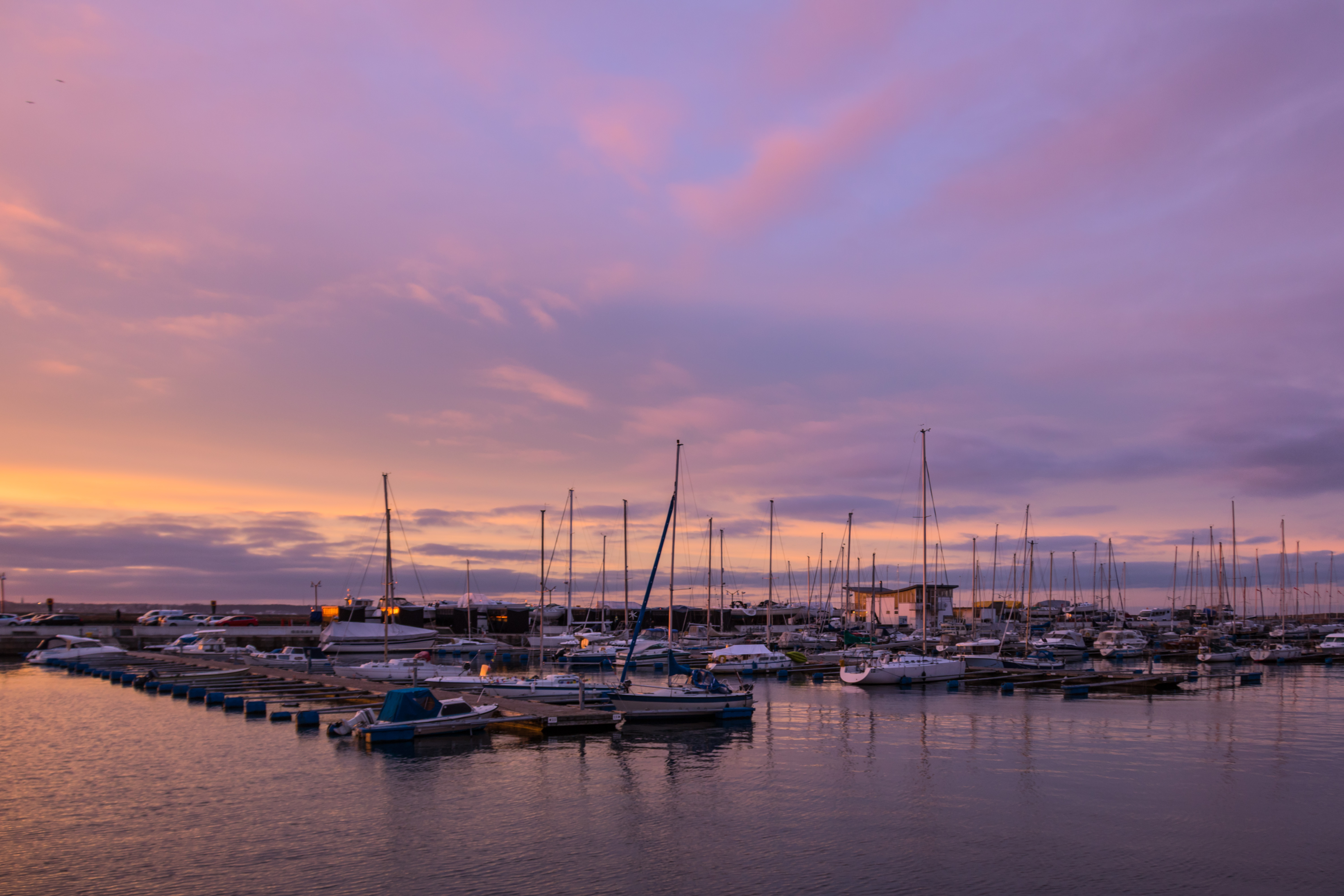
Småbåtshamnen i skymningsljus.
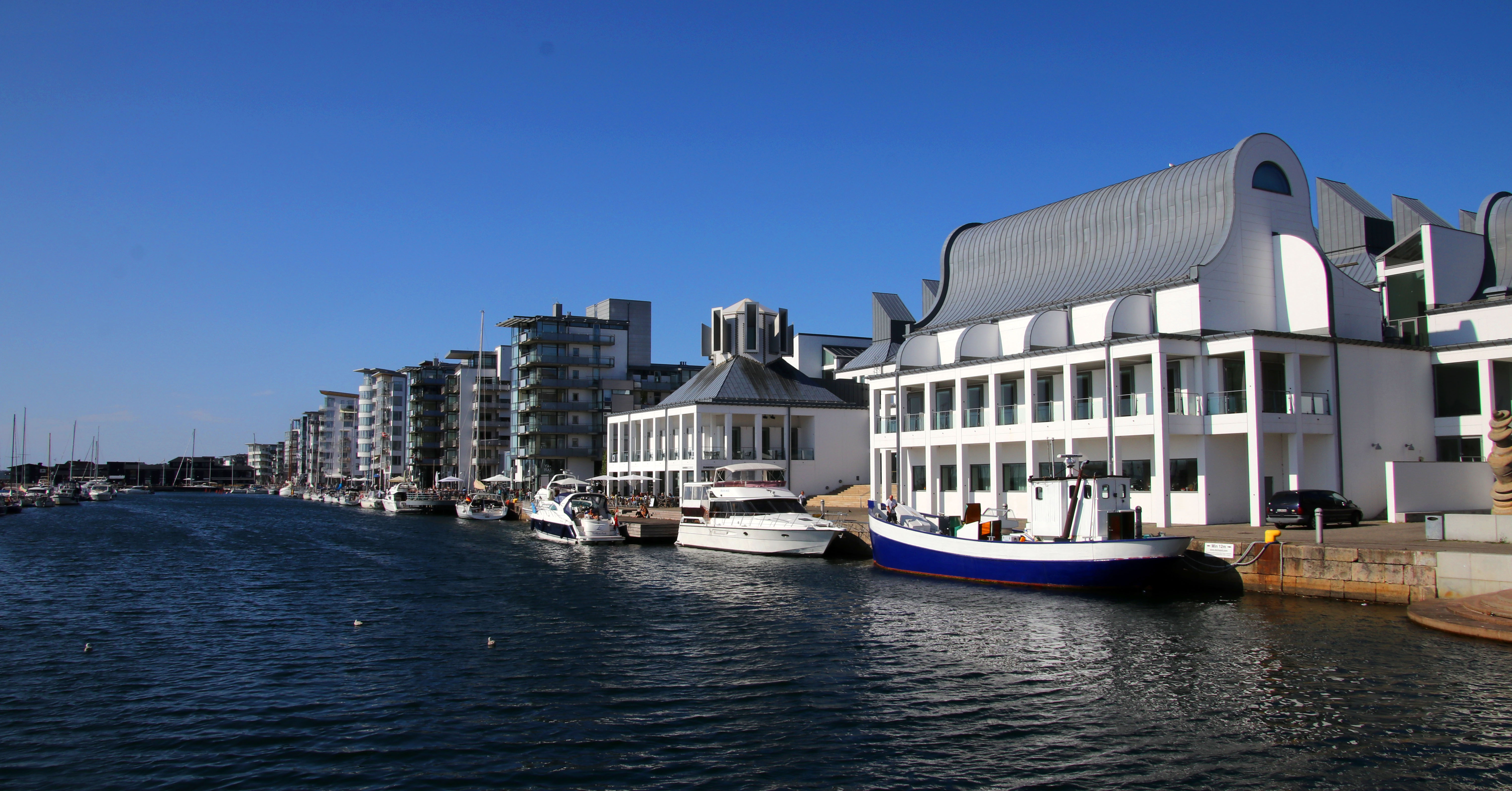
Norra hamnen från söder.
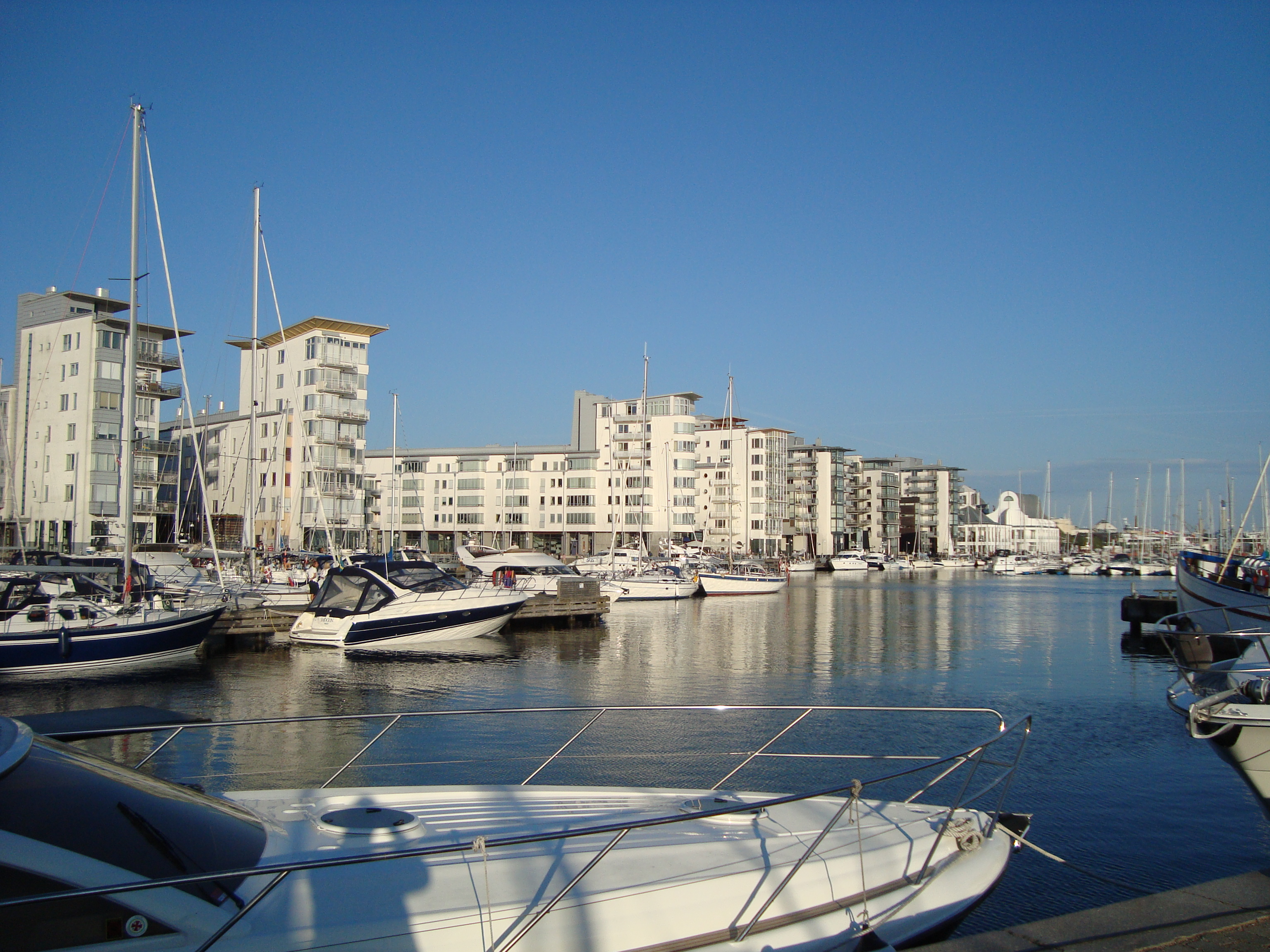
Bebyggelsen norrifrån.
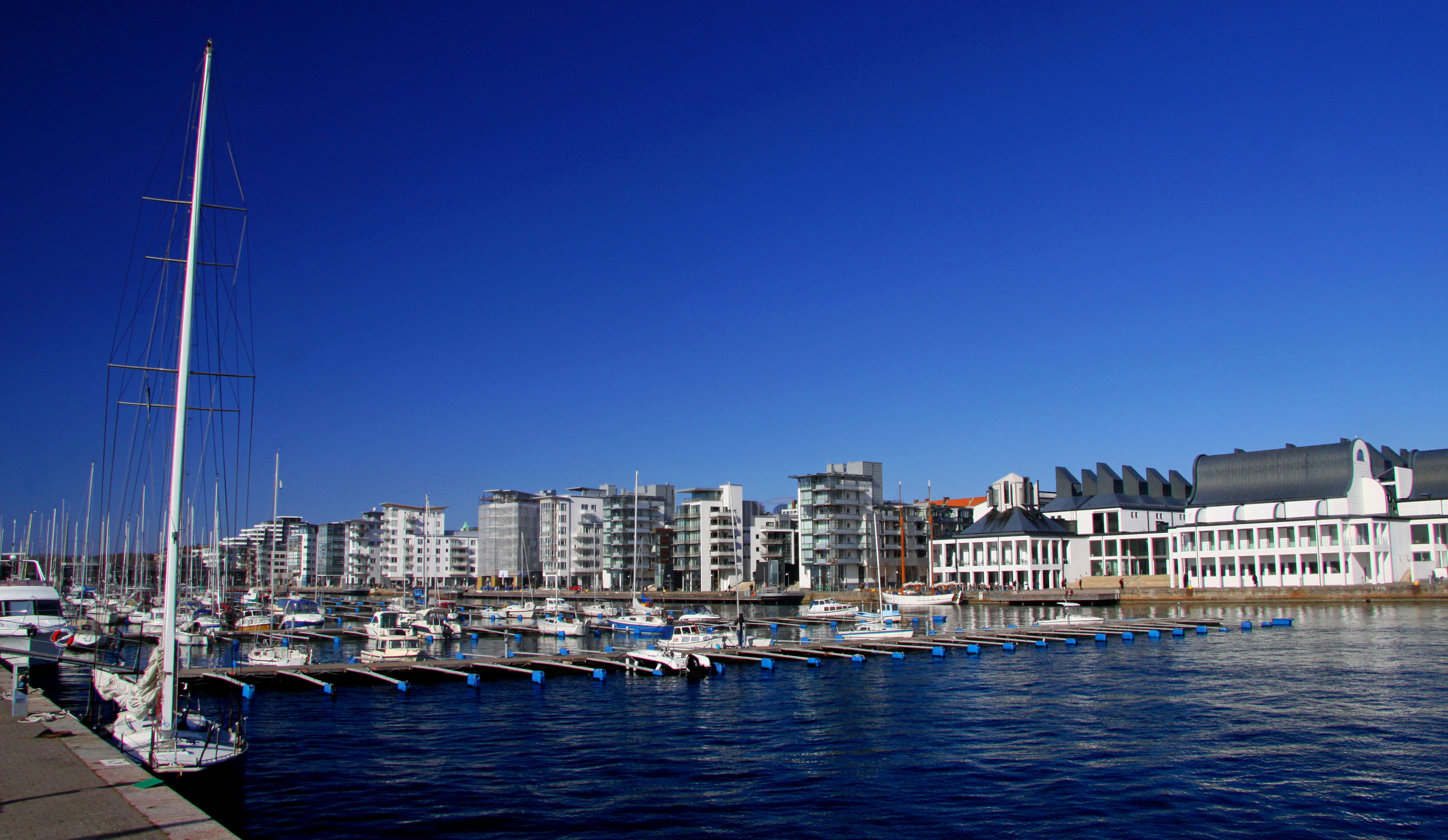
Norra hamnen från sydväst.
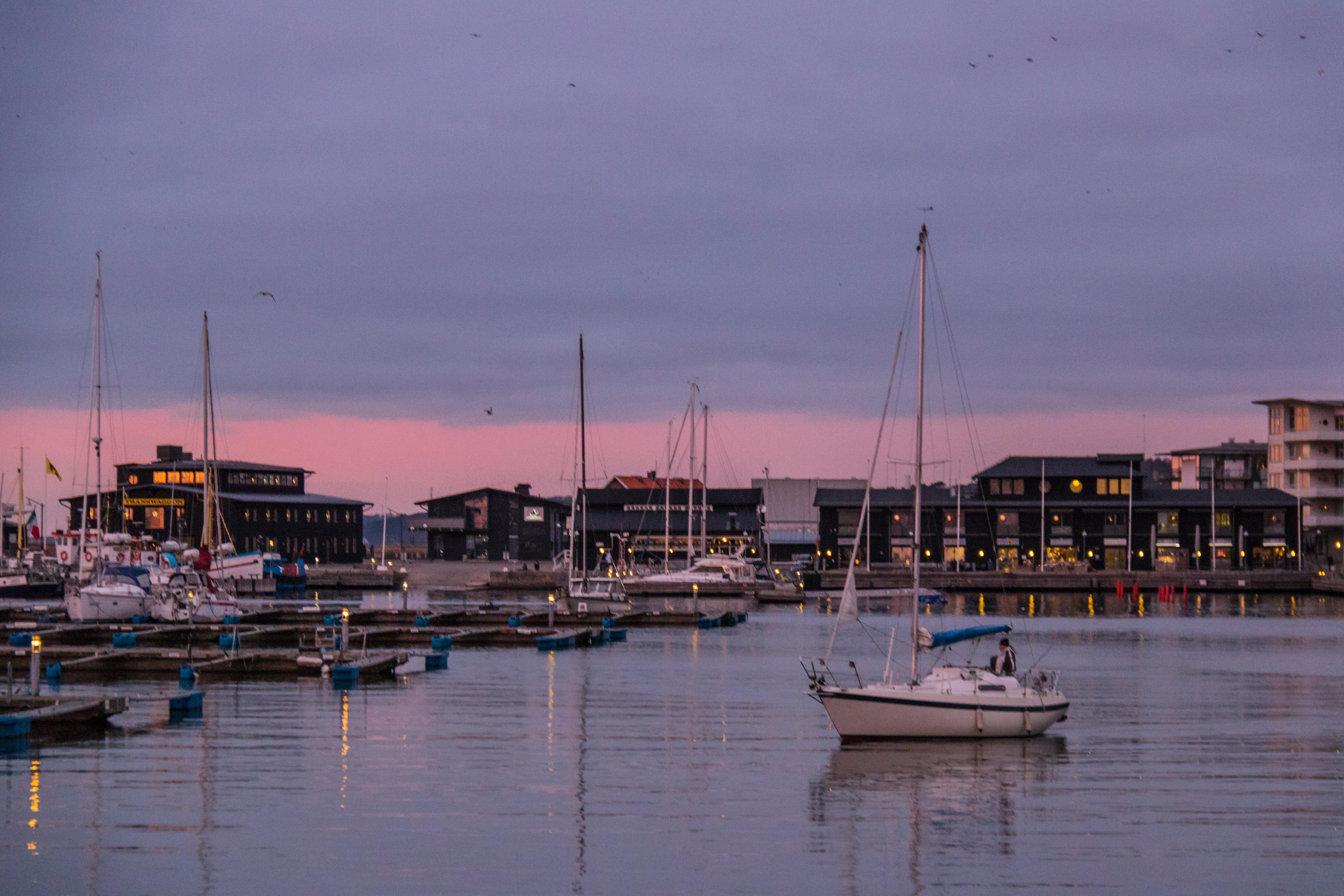
De flyttade gamla magasinbyggnaderna.
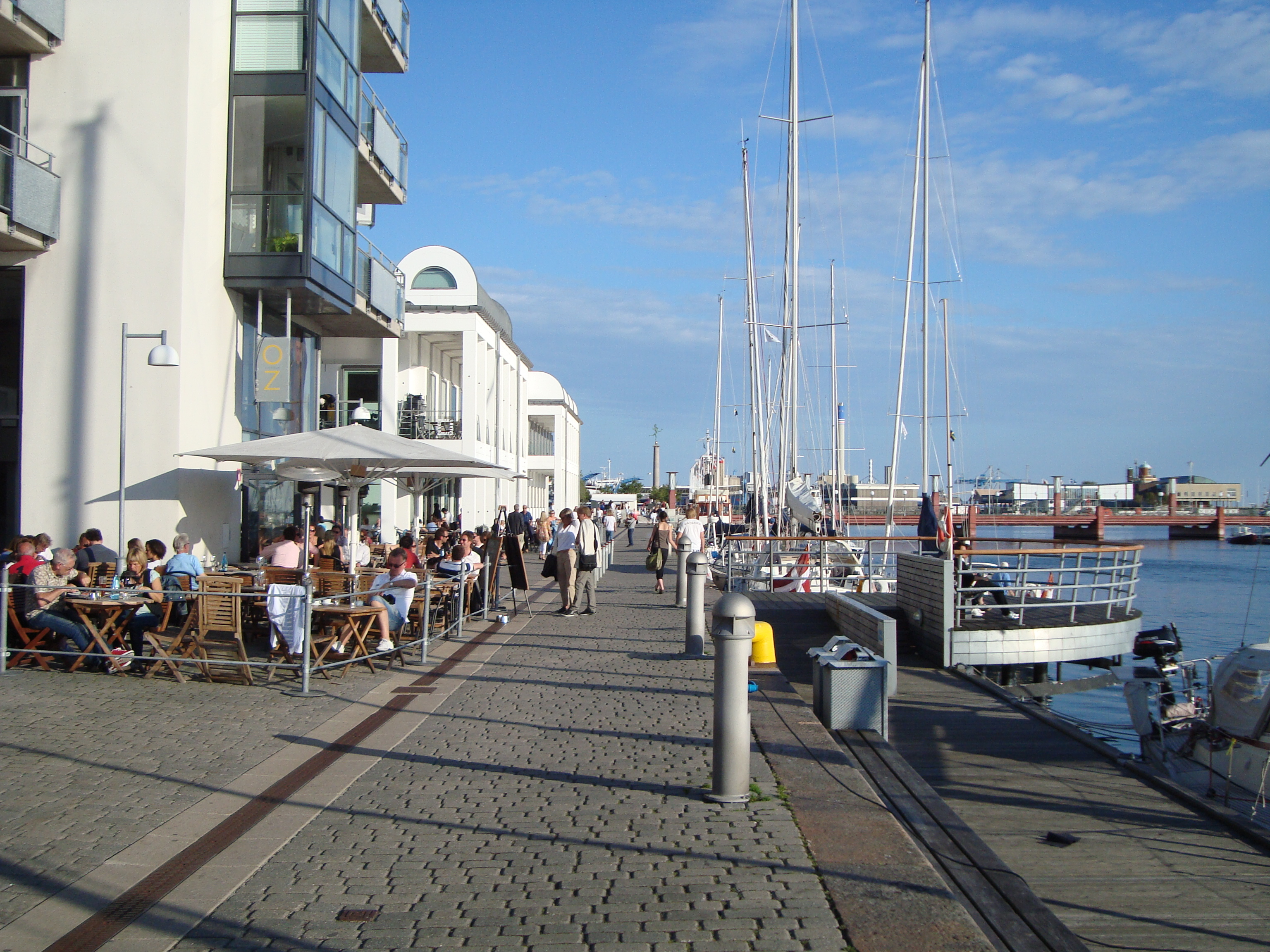
Hamnpromenaden.

### Videogalleri
- Flygfilm av inflygning mot Norra hamnen.
- Flygfilm över Norra hamnen.
- Flygfilm över Norra hamnen söderifrån.